# Motril
Motril és una ciutat de la província de Granada, prop del mar Mediterrani. És la capital de la comarca granadina de la Costa Granadina.
Limita al nord amb el municipi de Vélez de Benaudalla i Lújar, a l'est amb Gualchos, a l'oest amb Salobreña i al sud amb el mar d'Alborán (Mar Mediterrani). Situat dominant la vega del seu nom, en la qual el principal cultiu és la xirimoia i l'alvocat (també es produïx mango, guaiaba, plàtan i altres fruites subtropicales) així com el cultiu en hivernacle i la canya de sucre (encara que l'any 2006 va ser l'últim en el qual es va procedir a la recol·lecció i producció de sucre, havent tancat l'única fàbrica sucrera que quedava a Espanya i a la resta d'Europa). És la sortida al mar de la província de Granada. La seva posició geogràfica la converteix en un centre industrial i comercial (fabricació de paper). El seu port és, alhora, port comercial i de pesca. Té també un port esportiu (Real Club Nàutic de Motril) com port d'esbarjo.
Dintre del municipi de Motril es troben altres localitats: Carchuna, Calahonda, Puntalón, La Garnatilla, Los Tablones i Las Ventillas.